# Ella Eyre
Ella Eyre, właściwie Ella McMahon (ur. 1 kwietnia 1994 roku w Londynie) – brytyjska wokalistka i autorka piosenek, znana m.in. ze współpracy z zespołem Rudimental nad ich singlem „Waiting All Night” oraz z Naughty Boyem i Wizem Khalifą nad utworem „Think About It”.

## Życiorys

### Dzieciństwo, edukacja
McMahon dorastała na przedmieściach Ealing w zachodnim Londynie, ma afro-jamajskie, maltańskie i angielskie korzenie. Zanim zaczęła karierę muzyczną, trenowała pływanie.
McMahon uczyła się w szkole w Millfield oraz Brytyjskiej Szkole Sztuki Widowiskowej i Technologii (ang. BRIT School of Performing Acts & Technology), gdzie zaczęła tworzyć swoje pierwsze utwory. Podczas jednych z zajęć wokalnych w 2011 roku jej umiejętności głosowe zostały dostrzeżone przez jej nauczyciela śpiewu, który motywował ją do rozwinięcia swojej kariery. W lipcu kolejnego roku podpisała umowę z wytwórnią Warner/Chappell oraz kontrakt płytowy z Virgin EMI.

### 2013: Początki kariery
W grudniu 2012 roku Eyre zaśpiewała gościnnie w utworze „No Angels” zespołu Bastille, będącego mashupem piosenek „No Scrubs” grupy TLC i „Angels” formacji The xx. W kwietniu kolejnego roku wokalistka razem z zespołem Rudimental nagrała singiel „Waiting All Night”, który dotarł do pierwszego miejsca brytyjskiej listy przebojów. Piosenka otrzymała tytuł Najlepszego brytyjskiego utworu podczas gali wręczenia Nagród BRIT przyznawanych przez krajową branżę fonograficzną. Wokalistka towarzyszyła zespołowi podczas ich trasy koncertowej. W sierpniu pojawiła się gościnnie razem z Wizem Khalifą w utworze „Think About It”, który znalazł się na debiutanckim albumie studyjnym Naughty Boya zatytułowanym Hotel Cabana, a także w piosence „Someday (Place in the Sun)” Tinie Tempah, która dotarła do 87. miejsca krajowej listy przebojów.

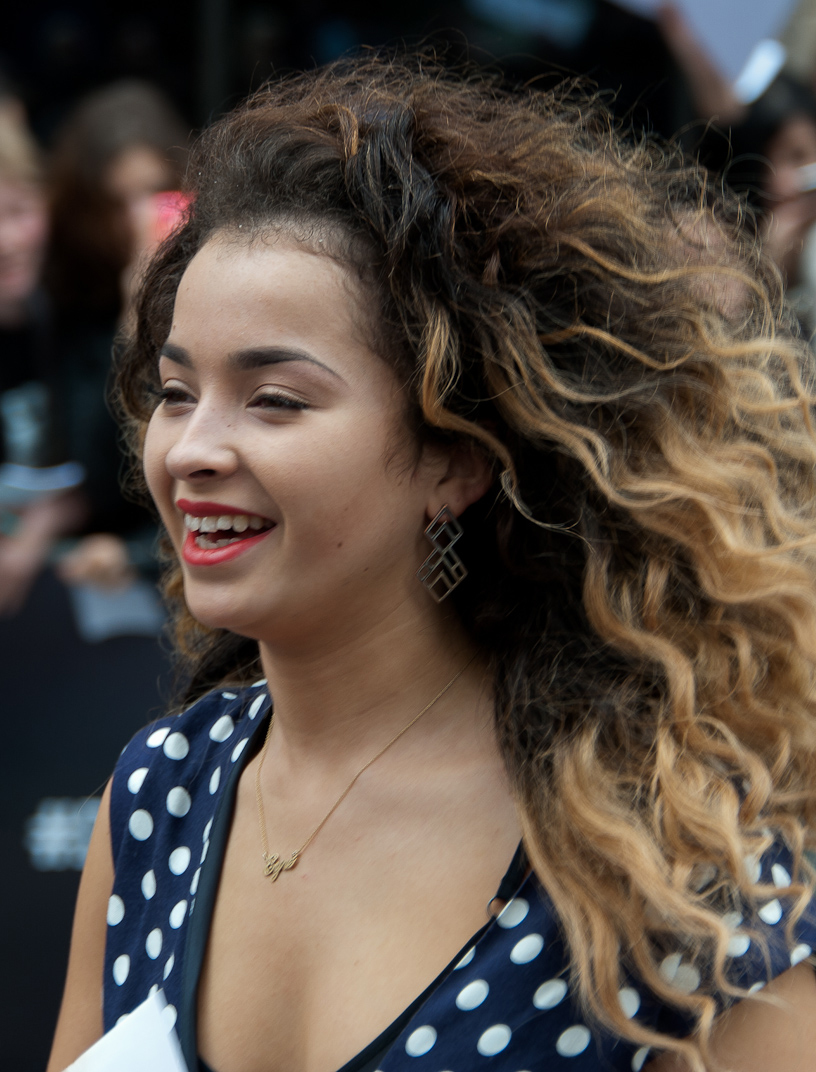
Ella Eyre podczas premiery filmu Niezgodna w 2014 roku

### 2014:Deeper
W grudniu 2013 roku ukazał się debiutancki minialbum Eyre zatytułowany Deeper. W styczniu kolejnego roku wokalistka otrzymała nominację do Nagrody BRIT w kategorii Wybór krytyków oraz do tytułu BBC Sound of 2014. W obu zajęła ostatecznie drugie miejsce, przegrywając z Samem Smithem.
Na początku stycznia ukazał się utwór „All About You”, który zapowiadał debiutancki album Eyre. W maju ukazał się singiel „If I Go”, który dotarł do 16. miejsca brytyjskiej listy przebojów. W maju wokalistka wystąpiła w Polsce podczas finału czwartej edycji programu The X Factor, miesiąc później zaśpiewała w trakcie Orange Warsaw Festival. Pod koniec września ukazał się jej kolejny singiel – „Comeback”, który został wydany także w formie EP-ki. W tym samym miesiącu kolejny raz wystąpiła w Polsce, tym razem podczas imprezy Party Like a Lord, organizowanego przez markę piwną Somersby.

### Od 2015:Feline
Jest współautorką utworu „Black Smoke” dla niemieckiej piosenkarki Ann Sophie, z którym ta reprezentowała Niemcy podczas 60. Konkursu Piosenki Eurowizji organizowanego w Wiedniu. Pod koniec sierpnia ukazał się jej debiutancki album studyjny zatytułowany Feline, na którym znalazły się m.in. single „If I Go”, „Comeback”, „Together” i „Good Times”.

## Dyskografia

### Albumy studyjne
- Feline (2015)

### Minialbumy (EP)
- Deeper (2013)
- Ella Eyre (2015)

## Single

### Single solowe
| Rok                                     | Tytuł        | Najwyższe miejsce | Najwyższe miejsce | Najwyższe miejsce | Najwyższe miejsce | Album  |
| Rok                                     | Tytuł        | UK                | BEL (Fla)         | IRE               | SCO               | Album  |
| --------------------------------------- | ------------ | ----------------- | ----------------- | ----------------- | ----------------- | ------ |
| 2014                                    | „Deeper”     | 72                | 64                | –                 | —                 | Feline |
| 2014                                    | „If I Go”    | 16                | 104               | 80                | 9                 | Feline |
| 2014                                    | „Comeback”   | 12                | —                 | —                 | 10                | Feline |
| 2015                                    | „Together”   | 12                | 59                | 82                | 6                 | Feline |
| 2015                                    | „Good Times” | —                 | —                 | —                 | —                 | Feline |
| "—" oznacza, że utwór nie był notowany. |              |                   |                   |                   |                   |        |

### Gościnne występy
| 2013                                    | „Waiting All Night” (Rudimental z Ellą Eyre)               | 1  | 6 | 13 | 4  | 26 | 9 | 2 | Home         |
| 2013                                    | „Think About It” (Naughty Boy z Wizem Khalifą i Ellą Eyre) | 78 | – | –  | –  | –  | — |   | Hotel Cabana |
| 2015                                    | „Gravity” (DJ Fresh z Ellą Eyre)                           | 4  | – | 21 | 67 | 99 | — | 5 |              |
| 2017                                    | ,,Came Here For Love" (Sigala z Ellą Eyre)                 | -  | - | -  | -  | -  | - | - |              |
| "—" oznacza, że utwór nie był notowany. |                                                            |    |   |    |    |    |   |   |              |